# Alex Florea
Alexandru "Alex" Florea (Constanța, 15 september 1991) is een Roemeens zanger.

## Biografie
Florea raakte in 2015 bekend in eigen land door deel te nemen aan de Roemeense versie van The Voice. Begin 2017 nam hij samen met Ilinca Băcilă deel aan Selecția Națională, de Roemeense preselectie voor het Eurovisiesongfestival. Met het nummer Yodel it! won het duo de nationale finale, waardoor ze hun vaderland mochten vertegenwoordigen op het Eurovisiesongfestival 2017 in Oekraïne. Ze haalden er de finale en belandden daar op de 7de plaats.

## Discografie

### Singles
| Single met eventuele hitnotering(en) in de Nederlandse Top 40 | Datum van verschijnen | Datum van binnenkomst | Hoogste positie | Aantal weken | Opmerkingen                                                                            |
| ------------------------------------------------------------- | --------------------- | --------------------- | --------------- | ------------ | -------------------------------------------------------------------------------------- |
| Yodel it!                                                     | 2017                  | -                     |                 |              | Inzending Eurovisiesongfestival 2017 / met Ilinca Băcilă / Nr. 90 in de Single Top 100 |

1994: Dan Bittman · 
1998: Mălina Olinescu · 
2000: Taxi · 
2002: Monica Anghel & Marcel Pavel · 
2003: Nicola · 
2004: Sanda Ladoși · 
2005: Luminița Anghel & Sistem · 
2006: Mihai Trăistariu · 
2007: Todomondo · 
2008: Nico & Vlad Miriță · 
2009: Elena Gheorghe · 
2010: Paula Seling & Ovi · 
2011: Hotel FM · 
2012: Mandinga · 
2013: Cezar · 
2014: Paula Seling & Ovi · 
2015: Voltaj · 
2017: Ilinca feat. Alex Florea · 
2018: The Humans · 
2019: Ester Peony · 
2021: Roxen · 
2022: WRS · 
2023: Theodor Andrei